# Prapor Dallwitz
Prapor Dallwitz (německy plný název Luftlandebataillon zur besonderen Verfügung „Dallwitz“) byl jednotka zvláštního určení pro průzkum a sabotáže v týlu nepřítele. Byl vytvořen pod patronací abwehru z běloruských dobrovolníků s posádkou v městečku Dallwitz (dnešní Listovoje, rusky Листовое, v rajónu města Čerňachovsk) ve Východním Prusku (dnešní Kaliningradská oblast) a operoval v letech 1944 – 1945.

## Vznik
Po napadení SSSR a vzniku okupačního režimu v Bělorusku se část Bělorusů přidala na stranu nacistického Německa. Po porážkách německé armády na východní frontě v roce 1943 došlo ke změně německé okupační politiky. Na konci roku 1943 vznikla Běloruská ústřední rada v čele s Radoslavem Kazimírovičem Ostrovskim. Ten v roce 1944 v souvislosti se situací na frontě a značnému rozmachu sovětského partyzánského hnutí vydal rozkaz k mobilizaci, kterým vznikla Běloruská regionální obrana.
V roce 1944 provedla Rudá armáda operaci Bagration a osvobodila celé Bělorusko. Rozbité útvary běloruských dobrovolníků nebo mobilizovaných mužů z Běloruské regionální obrany ustupovaly s wehrmachtem. Německé velení ve snaze alespoň zpomalit nástup Rudé armády do Německa zintenzivnilo snahy o vytváření sabotážních a průzkumných jednotek pod vedení abwehru z řad vojáků z těchto útvarů. Jedním z takových útvarů byl i prapor Dallwitz.

## Velení praporu
Prapor byl vytvořen Abwehrem v červenci 1944 a organizačně byl podřízen pod Abwehrkommando 203. Jeho kádr tvořili příslušníci Běloruské teritoriální obrany, Svazu běloruské mládeže (bělorusky Саюз беларускай моладзі), dále členové Běloruské strany nezávislosti (bělorusky Беларуская незалежніцкая партыя) a dalších kolaborantských organizací působících na území okupovaného Běloruska. Jednotka byla od začátku koncipována jako tajná vojenská organizace. 
Na podzim roku 1944 měl prapor více než 200 příslušníků, ze kterých byly vytvořeny dvě roty severní (velitel poručík Andrej Rudak) a jižní (velitel poručík Michail Zuj). Velitelem jednotky byl německý major Georg Gerullis. Major Ivan Antonovič Gelda (bělorusky Іван Антонавіч Гелда) byl zodpovědný za vojenský výcvik. Major Usjevalad Rodzka (bělorusky Усевалад Родзька) byl politický asistent zodpovědný za morálku mužstva. A major Michail Gaňko (bělorusky Міхась Ганько), bývalý velitel Svazu běloruské mládeže, byl propagandistickým důstojníkem. Členem jednotky v hodnosti kapitána byl také Boris Dimitrijevič Ragulja. Ideologickou kontrolu nad vedením praporu vykonávala Běloruská nezávislá strana. Prezident Běloruské ústřední rady Radoslav Ostrovski navštívil prapor 28. srpna 1944 a pronesl projev ke kadetům na téma politických cílů jejich boje.

## Výcvik
Výcvik praporu byl plánován na 4 – 6 měsíců, ale byl značně uspíšen kvůli rychlému postupu Rudé armády. Zaměřen byl na demoliční a inženýrské práce, topografii, taktiku partyzánského boje, zacházení s různými typy zbraní a nácvik leteckého výsadku. Zahrnoval také obsluhu radiostanic, manipulaci s výbušninami a budování maskovaných pozic a krytů. Byla také proškolena malá skupina radistek a zdravotních sester rekrutovaných převážně z příslušnic Běloruského svazu mládeže. Běloruští vojáci byli cvičeni německými instruktory k boji za nepřátelskými liniemi. 
Výcvik nejprve probíhal v městečku Dallwitz. Později byla základna praporu přesunuta do malé vesničky Komierowo poblíž města Bydhošť a po dalším postupu Rudé armády byla přemístěna do okolí Berlína.
Vojáci praporu nosili převážně standardní šedozelené uniformy wehrmachtu s odznaky Běloruské teritoriální obrany.

## Akce
Podle sovětských bezpečnostních orgánů se na území Běloruské SSR nacházelo asi 35 000 osob, které spolupracovaly s nacistickými tajnými službami. Výsadky měly navázat spolupráci s těmito lidmi a využívat je v boji proti sovětské moci jako základ tajných organizací. 
Od září 1944 začaly letecké výsadky operačních skupin. Jejich úkolem bylo sledování leteckého provozu, provádění útoků na železnice a navázání spojení s odbojovými skupinami.  Ale také obecně sabotáže v týlu Rudé armády, shromažďování zpravodajských informací pro abwehr a organizování protisovětského partyzánského hnutí. Výsadkáři mimo úkoly uložené abwehrem dostávali úkoly od vůdců Běloruské strany nezávislosti, kteří se snažili rozdmýchat odboj proti sovětské moci na osvobozených územích.
17. září 1944 se uskutečnil první výsadek čtyř diverzantů poblíž města Baranavičy. Uložené úkoly skupina nesplnila, neboť byla ihned po seskoku zajištěna sovětskými bezpečnostními silami díky vysoké infiltraci protisovětských skupin sovětskými agenty.
Další výsadek vedl Gleb Vjačeslavovič Bogdanovič (bělorusky Глеб Вячаслававіч Багдановіч) v okolí města Vilnius, kde operoval až do června 1945. Poté se skupina stáhla do Polska, kde se spojila se zbytky Zemské armády. Výsadek od léta 1945 nebyl aktivní. Velitel Bogdanovič byl zatčen dne 14. října 1949 polskou bezpečnostní službou a deportován do SSSR. 
Další výsadek byl proveden v noci ze 17. na 18. října 1944 mezi Vilniusem a městem Ivjaněc ležícím přibližně 70 km západně od města Minsku. Výsadku velel Michail Afanasjevič Vituška, pozdější velitel Černé kočky. Celkem bylo vysazeno 27 agentů vybavených radiostanicemi, tiskařskými stroji a vojenskou výzbrojí. Letoun s výsadkem ostřelovala sovětská protiletadlová obrana a následná akce SMĚRŠ vedla k likvidaci většiny výsadku. Zbytek výsadku se spojil s odbojáři ze Zemské armády a byl zlikvidován v přestřelce dne 6. ledna 1945.
Další výsadek se uskutečnil 21. prosince 1944 v počtu čtyř výsadkářů poblíž města Minsk. Agenti měli navázat styk se skupinou majora Vitušky a vojáků wehrmachtu, kteří se měli skrývat v okolních lesích. Ihned po seskoku byla skupina zajištěna sovětskými bezpečnostními složkami. Po těchto nezdarech prapor převzala rozvědka frontového průzkumu a vojíci byli používáni k akcím v blízkosti frontové linie. Zbytky praporu byly umístěny v Jizerských horách, kde byly zajištěny českými protiněmeckými partyzány.
20. března 1945 po poradě v Berlíně za účasti náčelníka sabotážních oddílů Otty Skorzenyho došlo k dohodě o nasazení velkého leteckého výsadku v týlu Rudé armády s cílem vyvolat povstání. Operace s krycím jménem Chrpa však nakonec ztroskotala na nedostatku letadel a vycvičeného personálu.
V praporu Dallwitz absolvoval také výcvik velitel diverzní skupiny Jevgenij Žichar (bělorusky Яўген Жыхар). Jeho skupina operovala údajně až do roku 1955. V roce 1945 po rozpuštění praporu se mu podařilo skrýt svou minulost a pod svým jménem vstoupil do Rudé armády. Po pokusu o zatčení v roce 1946 uprchl do lesa. Poté navázal styk s Černou kočkou v roce 1948. Během let 1946 – 1955 spáchal jeho oddíl 23 sabotážních útoků, 42 loupeží a 9 útoků na místní sověty. V průběhu listopadu až prosince 1954 byl Žicharův oddíl téměř zničen sovětskými bezpečnostními silami a zbytek se stáhl do Polska. Žichar byl údajně zabit, ale podle jiných verzí se mu podařilo uprchnout na Západ.

## Pokus o spolupráci s KONR
Dne 9. prosince 1944 velitel praporu Usjevalad Rodzka vznesl otázku připojení jeho vojáků k silám KONR. Hlavním argumentem pro spojení byla skepse důstojníků praporu k možnosti vytvořit v nejbližší době velké běloruské protisovětské hnutí. Pokud by proti bolševikům povstaly všechny národy SSSR, bylo by to výhodné i pro běloruský odboj. Vedení Běloruské ústřední rady však tomuto spojení nepřálo a argumentovalo předčasností takového kroku. Proto se spojenectví nakonec neuskutečnilo.

## Zánik praporu
V květnu 1945 dostal prapor rozkaz k ústupu na území Protektorátu směrem k americkým liniím. Na cestě byl prapor přepaden oddílem českých partyzánů a byl odzbrojen. Čeští partyzáni zajatce nezastřelili, ale poslali domů. Poté Rodzka oznámil rozpuštění praporu. Jeho zbytky se rozdělily do skupin a nezávisle na sobě se dostávaly do Běloruska nebo na Západ.
Rodzkův oddíl se přesunul do oblasti v okolí města Bělostoku, kde se pokusil pokračovat v boji. Po střetu se sovětskými bezpečnostními silami byl jeho oddíl zničen a jeho velitel byl zatčen. V roce 1946 byl sovětským soudem odsouzen k smrti a dne 26. května 1946 byl rozsudek vykonán.
Část praporu se na konci války přesunula do Běloruska do oblasti Bělověžského pralesa, kde i po kapitulaci Německa pokračovala v boji. Podle oficiálních sovětských údajů ještě v roce 1956 státní bezpečnostní složky hledaly 57 příslušníků praporu Dallwitz, kteří byli buď na Západě, nebo se skrývali v Sovětském svazu. Další činnost příslušníků praporu je opředena legendami a nelze je spolehlivě ověřit. Moderní historická škola naznačuje, že jednotky nezávislé na Černé kočce bojovaly až do počátku 60. let 20. století. Podle oficiálních sovětských údajů byl organizovaný ozbrojený odpor jednotek ukončen během prvního poválečného desetiletí.